# 사회적 시장경제
사회적 시장경제(社會的 市場經濟, Social market economy)는 독일식 자본주의 모델로 '사회적 자본주의', '라인 자본주의'라고도 불린다. 빈곤층과 저임금 계층을 배려한 복지 지향적, 인도주의적인 자본주의를 말한다.
질서자유주의의 영향을 받아 시장 메커니즘, 민간기업의 활동에 대해 정부의 개입을 최소화하지만, 독과점 등 시장경제 자체를 해칠 수 있는 불공정 행위에 있어서는 정부가 적극적으로 개입해서 규제해야 한다고 본다.
물론 차이도 있어서, 질서자유주의보다 좀 더 적극적인 정부 개입을 선호하긴 한다. 질서자유주의적 정부 개입에 더해 노동자 경영 참여, 즉 노사 공동결정제도를 도입하고, 가톨릭 전통에 바탕을 둔 복지 정책도 확충해 복지국가를 지향한 것이다.

## 같이 보기
- 자유지상주의적 사회주의
- 시장사회주의
- 삼자주의
- 복지 자본주의